# Баумгартен, Павел Петрович
 Павел Петрович Баумгартен  (1809—1881) — русский генерал-лейтенант, участник Кавказской войны и Балтийской кампании Крымской войны. Управляющий Петергофским дворцовым правлением, почётный гражданин Петергофа.

## Биография
Родился 4 (16) июля 1809 года.
Окончил курс наук в Главном инженерном училище по 2-му разряду; с 20 ноября 1827 года — полевой инженер-прапорщик. С 21 декабря 1828 года был определён на службу в Санкт-Петербургскую инженерную команду по морской части. В 1829—1833 годах был помощником смотрителя при постройке крытого каменного эллинга в военном адмиралтействе.
В январе 1835 года был назначен адъютантом директора строительного департамента; 18 мая того же года стал адъютантом начальника главного морского штаба Его Императорского Величества и с 7 июня был командирован для осмотра строительных работ в крепостях Свеаборг, Ревель и Гельсингфорс.
Принимал участие в Кавказской войне; 23 апреля 1850 года произведён в полковники. С 13 августа 1853 года — адъютант Великого князя Константина Николаевича.
Во время Крымской войны, 18 ноября 1855 года был назначен к Новороссийскому и Бессарабскому генерал-губернатору для особых поручений.
С 29 июля 1857 года был назначен состоять при Его Императорском Высочестве генерал-инспекторе инженерной части; 3 сентября 1860 года уволен от службы с мундиром и пенсией.
Со 2 октября 1862 года состоял членом Новгородского губернского по крестьянским делам присутствия, а 12 ноября того же года был причислен к министерству внутренних дел, с оставлением в должности. Был уволен со службы 7 июня 1868 года; 19 декабря 1869 года был произведён в генерал-майоры с причисление к военному министерству.
С октября 1871 года был управляющим Петергофским дворцовым правлением; 30 августа 1873 года произведён в генерал-лейтенанты.
Скончался 26 октября 1881 года на курорте Карлсбад после продолжительной болезни. Похоронен на Свято-Троицком кладбище города Петергофа, могила не сохранилась. Там же была похоронена его жена, Александра Ивановна (01.05.1814—05.03.1894).

## Память
- В 1890—1960-х годах улица Веденеева в Петергофе называлась Баумгартенской.

## Награды
- Орден Святого Владимира 4-й ст. с бантом (1839)
- Орден Святой Анны 2-й ст. (1848)
- орден Св. Георгия 4-й ст. за 25 лет (1850)
- Орден Святого Владимира 3-й ст. с мечами (1866)
- Орден Святого Станислава 1-й ст. (1869)